# Radymno
Radymno is een stad in het Poolse woiwodschap Subkarpaten, gelegen in de powiat Jarosławski. De oppervlakte bedraagt 13,59 km², het inwonertal 5626 (2005).

## Geografie
De stad ligt aan de San.

## Verkeer en vervoer
- Station Radymno

## Geboren

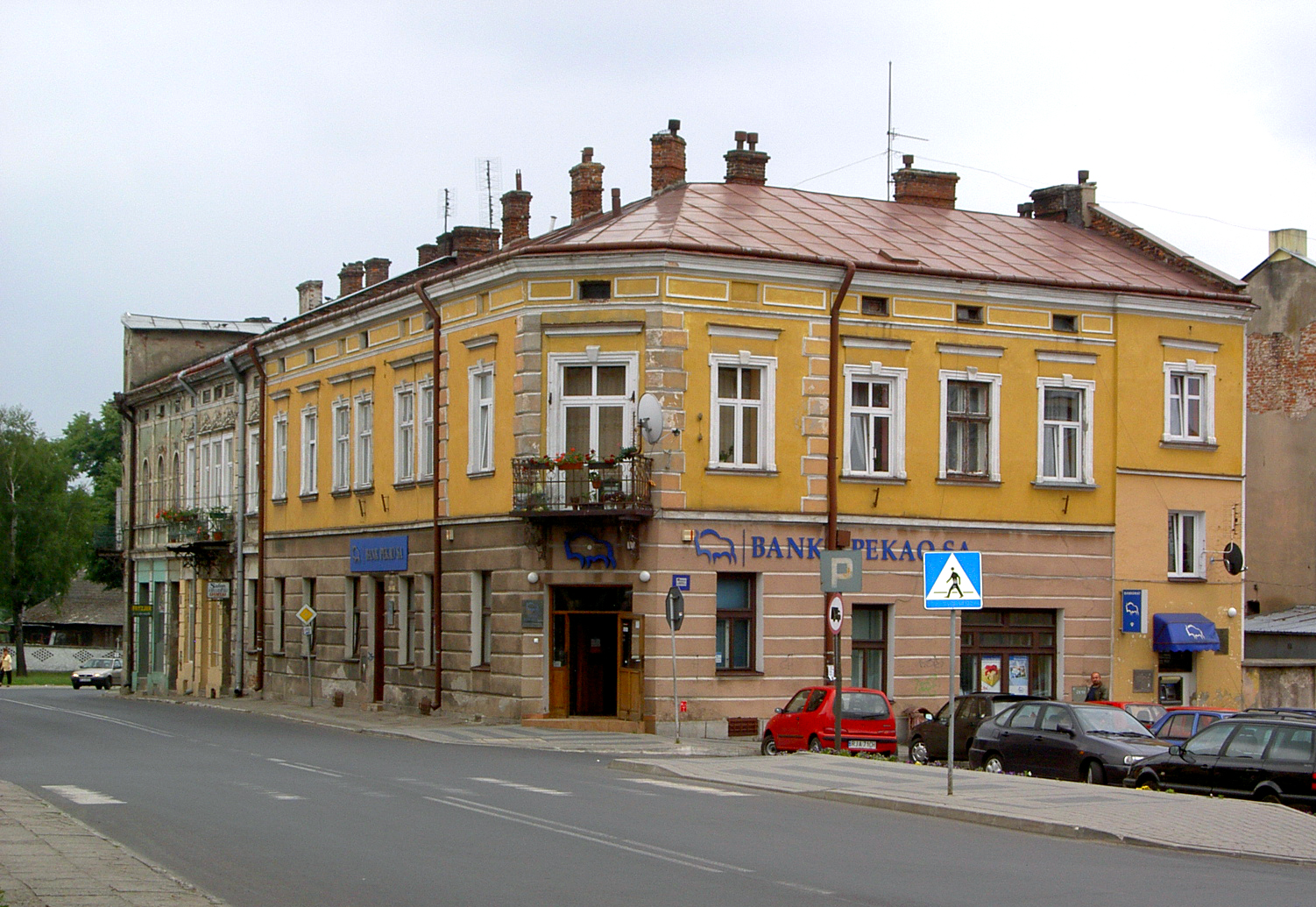
Centrum

- Wiesław Cisek (1963), voetballer